# Programa de desarrollo de pilotos de McLaren
El programa de desarrollo de pilotos de McLaren (anteriormentre conocido como Programa de Jóvenes Pilotos de McLaren, Programa de Jóvenes Pilotos de McLaren-Honda, y Programa de Apoyo de Jóvenes Pilotos de McLaren-Mercedes), es un programa creado por McLaren. Ha sido diseñado para ofrecer orientación, asistencia y respaldo año por año para ayudar a jóvenes pilotos prometedores, independientemente de su nacionalidad, a subir la escalera del automovilismo.
El piloto más destacado del programa es Lewis Hamilton, quien fue parte del mismo desde sus épocas de karting y fue promovido al equipo de Fórmula 1, y luego del subcampeonato en su año debut en 2007, ganó el Campeonato de Pilotos en 2008.

## Lista de pilotos

### Miembros
| Pilotos               | Desde | Categoría reciente                                                                | Títulos                                |
| --------------------- | ----- | --------------------------------------------------------------------------------- | -------------------------------------- |
| Ugo Ugochukwu         | 2021- | Campeonato de Fórmula Regional de Medio Oriente Campeonato de Fórmula 3 de la FIA | Campeonato Euro 4 Gran Premio de Macao |
| Patricio O'Ward       | 2023- | IndyCar Series IMSA SportsCar Championship                                        | ninguno                                |
| Alex Dunne            | 2024- | Campeonato de Fórmula 2 de la FIA                                                 | ninguno                                |
| Martinius Stenshorne  | 2024- | Campeonato de Fórmula 3 de la FIA                                                 | ninguno                                |
| Dries Van Langendonck | 2024- | Karting (OK)                                                                      | ninguno                                |
| Brando Badoer         | 2024- | Campeonato de Fórmula Regional de Medio Oriente Campeonato de Fórmula 3 de la FIA | ninguno                                |
| Ella Lloyd            | 2025- | F1 Academy Campeonato de F4 Británica                                             | ninguno                                |

### Exmiembros
| Piloto              | Años      | Competencias | Equipos en Fórmula 1                                                                                      |
| ------------------- | --------- | --- | --- |
| Wesley Graves       | 1998      | Karting (1998) | ninguno                                                                                                   |
| Nicolas Minassian   | 1998      | Fórmula 3000 Internacional (1998) | ninguno                                                                                                   |
| Norman Simon        | 1998      | Campeonato de Alemania de Fórmula 3 (1998) | ninguno                                                                                                   |
| Ricardo Zonta       | 1998      | Campeonato FIA GT (1998) | BAR (1999-2000) Jordan (2001) Toyota (2004-2005)                                                          |
| Nick Heidfeld       | 1998-1999 | Fórmula 3000 Internacional (1998-1999) | Prost (2000) Sauber (2001-2003; 2010) Jordan (2004) Williams (2005) BMW Sauber (2006-2009) Renault (2011) |
| Mário Haberfeld     | 1999      | Fórmula 3000 Internacional (1999) | ninguno                                                                                                   |
| Cheng Congfu        | 2003-2006 | Campeonato de Fórmula Renault Británica (2003-2006) | ninguno                                                                                                   |
| Giedo van der Garde | 2006-2010 | Fórmula 3 Euroseries (2006) Fórmula Renault 3.5 (2007-2008) GP2 Series (2009-2010) | Caterham (2013)                                                                                           |
| Oliver Rowland      | 2007-2010 | Karting (2007-2010) | ninguno                                                                                                   |
| Alexander Albon     | 2010      | Karting (2010) | Toro Rosso (2019) Red Bull (2019-2020) Williams (2022-)                                                   |
| Jack Harvey         | 2010      | Fórmula BMW Europa (2010) | ninguno                                                                                                   |
| Petri Suvanto       | 2010      | Fórmula BMW Europa (2010) | ninguno                                                                                                   |
| Oliver Turvey       | 2010-2011 | GP2 Series (2010-2011) | ninguno                                                                                                   |
| Ben Barnicoat       | 2010-2015 | Karting (2010-2013) Copa de Europa del Norte de Fórmula Renault 2.0 (2014) Eurocopa de Fórmula Renault 2.0 (2014-2015) | ninguno                                                                                                   |
| Tom Blomqvist       | 2012      | Campeonato Europeo de Fórmula 3 de la FIA (2012) | ninguno                                                                                                   |
| Andrew Tang         | 2012      | Karting (2012) | ninguno                                                                                                   |
| Nobuharu Matsushita | 2015-2017 | GP2 Series (2015-2016) Campeonato de Fórmula 2 de la FIA (2017) | ninguno                                                                                                   |
| Nirei Fukuzumi      | 2016-2017 | GP3 Series (2016-2017 | ninguno                                                                                                   |
| Nyck de Vries       | 2010-2018 | Karting (2010-2012) Eurocopa de Fórmula Renault 2.0 (2012-2014) Fórmula Renault 2.0 NEC (2012) Fórmula Renault 2.0 Alpes (2013-2014) Fórmula Renault 3.5 (2015) GP3 Series (2016) Campeonato de Fórmula 2 de la FIA (2017-2018) Campeonato Mundial de Resistencia de la FIA - LMP2 (2018-19) | Williams (2022) AlphaTauri (2023)                                                                         |
| Sérgio Sette Câmara | 2019-2020 | Campeonato de Fórmula 2 de la FIA (2019) | ninguno                                                                                                   |
| Álex Palou          | 2023      | IndyCar Series (2023) | ninguno                                                                                                   |
| Gabriel Bortoleto   | 2023-2024 | Campeonato de Fórmula 3 de la FIA (2023) Campeonato de Fórmula 2 de la FIA (2024) | Kick Sauber (2025-)                                                                                       |
| Ryō Hirakawa        | 2023-2024 | Campeonato de Super Fórmula Japonesa (2023) Campeonato Mundial de Resistencia de la FIA (2023-2024) | ninguno                                                                                                   |
| Bianca Bustamante   | 2024      | F1 Academy (2024) Fórmula Winter Series (2024) Campeonato de F4 Británica (2024) Campeonato de Italia de Fórmula 4 (2024) Campeonato Euro 4 (2024) | ninguno                                                                                                   |

- Los campeonatos señalados en negrita indican que el piloto se coronó campeón.

## Graduados a McLaren
| Piloto            | Dentro del programa | Dentro del programa | McLaren   | Otros equipos F1                           |
| Piloto            | Años                | Categorías | McLaren   | Otros equipos F1                           |
| ----------------- | ------------------- | --- | --------- | ------------------------------------------ |
| Lewis Hamilton    | 1998-2006           | Karting (1998-2001) Campeonato de Fórmula Renault Británica (2002-2003) Fórmula 3 Euroseries (2004-2005) GP2 Series (2006) | 2007-2012 | Mercedes (2013-2024) Ferrari (2025-)       |
| Kevin Magnussen   | 2010-2013           | Campeonato de Alemania de Fórmula 3 (2010) Fórmula 3 Británica (2011) Fórmula Renault 3.5 (2012-2013)                      | 2014-2015 | Renault (2016) Haas (2017-2020; 2022-2024) |
| Stoffel Vandoorne | 2013-2016           | Fórmula Renault 3.5 (2013) GP2 Series (2014-2015) Campeonato de Super Fórmula Japonesa (2016)                              | 2016-2018 | —                                          |
| Lando Norris      | 2017-2018           | Campeonato Europeo de Fórmula 3 de la FIA (2017) Campeonato de Fórmula 2 de la FIA (2018)                                  | 2019-     | —                                          |

- Los campeonatos señalados en negrita indican que el piloto se coronó campeón.